# Cordova (Alaska)
Cordova – miasto w Stanach Zjednoczonych, w stanie Alaska.

## Demografia
W 2008 liczyło 2313 mieszkańców. W 2023 liczba mieszkańców wzrosła do 2473 osób, a gęstość zaludnienia do 12,6 osoby/km².